# Görgényszentimre község
Görgényszentimre község Romániában, Maros megyében. 1968-ban hozták létre; központja Görgényszentimre, ezen felül kilenc beosztott falva van.

## Fekvése
Maros megye északkeleti részén helyezkedik el, a Görgényi-medencében, a Görgényi-havasok lábánál, 14 kilométerre Szászrégentől és 44 kilométerre Marosvásárhelytől. Nevével (Gurghiu) ellentétben nem a Görgény-vidéket vagy a Görgény folyó völgyét fedi le, hanem a Görgény két mellékfolyója, az Orsova és a Kásva menti falvakat foglalja magába, mintegy V alakban. Területe 126,39 km2, vidéke dombos, a magasságok 400 és 1300 méter között váltakoznak.
Szomszédai északról, az óra járásával megegyező irányban: Marosoroszfalu község, Ratosnya község, Palotailva község, Görgényhodák község, Libánfalva község, Alsóköhér község, Alsóidecs község, Görgényoroszfalu község, Alsóbölkény község, Marosvécs község.

## Népessége
1850-től a községet alkotó falvak népessége az alábbiak szerint alakult:
| Lakosok száma | 4574 | 4793 | 6110 | 6463 | 6651 | 6929 | 6763 | 6091 | 5530 |
|               | 1850 | 1880 | 1910 | 1930 | 1956 | 1977 | 1992 | 2011 | 2021 |

A 2011-es népszámlálás adatai alapján a község népessége 6091 fő volt, melyből 3851 vallotta magát románnak, 1621 magyarnak, 477 cigánynak. Vallási hovatartozás szempontjából 4030 ortodox, 1501 katolikus, 152 református, 94 görögkatolikus.

## Falvai
A községhez tartozó falvak, északról dél felé haladva:
| Román név     | Magyar név       | Teljes lakosság | Magyar lakosság |
| ------------- | ---------------- | --------------- | --------------- |
| Fundoaia      | Oszojtelep       | 125             | –               |
| Glăjărie      | Görgényüvegcsűr  | 1702            | 1365            |
| Larga         | Lárgatelep       | 113             | 3               |
| Păuloaia      | Pálpatak         | 265             | –               |
| Cașva         | Kásva            | 522             | 4               |
| Adrian        | Görgényadorján   | 316             | 3               |
| Gurghiu       | Görgényszentimre | 1992            | 240             |
| Orșova        | Görgényorsova    | 689             | –               |
| Orșova-Pădure | Szécs            | 156             | –               |
| Comori        | Kincsesfő        | 208             | 4               |

A lakossági adatok a 2011-es népszámlálást veszik figyelembe. A kiemelés a községközpontot jelöli.
A középkori úgynevezett görgényi uradalom 27 falvába a mai község öt faluja tartozott bele (Görgényadorján, Görgényorsova, Görgényszentimre, Kásva, Kincsesfő).